# Smionia
Smionia Dalmas, 1920 è un genere di ragni appartenente alla famiglia Gnaphosidae.

## Distribuzione
Le 2 specie note di questo genere sono state reperite in Sudafrica.

## Tassonomia
Non sono stati esaminati esemplari di questo genere dal 2007.
Attualmente, a gennaio 2016, si compone di 2 specie:
- Smionia capensis Dalmas, 1920[2] — Sudafrica
- Smionia lineatipes (Purcell, 1908) — Sudafrica